# 孙传哲
孙传哲（1915年—1995年）别名南雁，浙江省宁波市人，原中华人民共和国邮电部邮票发行局邮票设计室主任，邮票设计大师，中华人民共和国首位邮票设计家。中国国民党革命委员会成员。

## 生平
1915年，孙传哲生于宁波塔南街。其父为藏书家，并且擅书画。孙传哲自幼便对绘画产生兴趣。中学毕业以后，孙传哲考入上海艺术学校，两年后入國立中央大学艺术系学习绘画，师从徐悲鸿。1936年，孙传哲在上海沙洛斯基画室担任助理画师时，首次承担邮票设计工作，设计了国营招商局75周年纪念邮票。同年，孙传哲考入中华邮政总局驻沪供应处，专职设计邮票。
中华人民共和国成立后，孙传哲调入中央人民政府邮电部邮政总局邮票科任职。1952年后，历任中央人民政府邮电部（1954年改为中华人民共和国邮电部）邮票发行局专职邮票设计师、邮票设计室主任、高级工艺美术师。1956年，孙传哲获评为全国邮电系统先进工作者，并且出席了全国先进工作者大会。孙传哲曾任北京市政协第七届委员会常务委员、中国国民党革命委员会北京市委员会委员。
孙传哲参与设计了中华人民共和国第一套纪念邮票、第一套特种邮票、第一套普通邮票、第一套航空邮票、第一套欠资邮票，被誉为“新中国邮票设计第一人”。在40多年的邮票设计工作中，孙传哲先后设计或者参与设计了153套邮票，其中包括《开国纪念》、《梅兰芳舞台艺术》、《中国古代科学家》（第一组、第二组）、《黄山风景》、《金鱼》、《熊猫》、《金丝猴》等邮票。1980年评选的30套中华人民共和国建国三十年最佳邮票中，有11套是孙传哲设计的。除了为中国设计邮票外，他还曾经为联合国邮政总局设计了世界人口年邮票、海洋安全年邮票、和平与发展邮票。
1995年，孙传哲逝世。

## 著作
- 《情寄方寸——我的邮票设计道路》[1]